# Hampsonodes confisa
Hampsonodes confisa là một loài bướm đêm trong họ Noctuidae.